# 横浜市立青木小学校
横浜市立青木小学校（よこはましりつ あおきしょうがっこう）は神奈川県横浜市神奈川区桐畑にある公立の小学校。

## 学校教育目標
「生きる 創る そして輝く」

## 沿革
沿革の出典は公式サイトより
- 1871年（明治4年）8月 - 神奈川県郷学校設置勧誘令により、青木町倉屋敷に通称「お倉の学校」が置かれた。「お倉の学校」は、青木町倉屋敷内にあった半官半私の学校で、長屋造りの建物を校舎とし、田沼栗軒が教鞭をとっていた。
- 1873年（明治6年）7月 - 「お倉の学校」が1872年（明治5年）の学制発布により、第1大学区第7中学区第75番小学青木学舎として創立。田沼栗軒が授業生となり、栗軒の息子易簡が訓導となった。
- 1874年（明治7年）6月 - 第7中学区第82番小学青木学舎と改称。
- 1875年（明治8年）6月29日 - 第82番小学青木学校と改称。
- 1876年（明治9年）12月18日 - 公立青木学校と改称。その後、校舎を瀧ノ町、宮ノ河岸に移転。
- 1881年（明治14年）10月12日 - 町立青木学校と改称。
- 1883年（明治16年）1月 - 校舎新築。
- 1887年（明治20年）1月15日 - 公立青木小学校と再改称。
- 1892年（明治25年）4月1日 - 橘樹郡神奈川町立尋常高等小学校の青木分教場と改称。
- 1905年（明治38年）11月15日 - 青木分教場廃校。
- 1906年（明治39年）6月1日 - 横浜市立尋常第2神奈川小学校として独立。
- 1908年（明治41年）2月1日 - 横浜市立尋常第1神奈川小学校内において、尋常第2神奈川小学校として仮開校。
- 1908年（明治41年）4月1日 - 高等科を併設し、横浜市立尋常高等青木小学校と改称。
- 1910年（明治43年）4月1日 - 高等科を二谷小学校へ移し、横浜市立尋常青木小学校と改称。
- 1923年（大正12年）4月1日 - 横浜市立青木尋常小学校と改称。
- 1924年（大正13年）4月1日 - 横浜市立青木尋常高等小学校と改称。
- 1937年（昭和12年）3月15日 - 木造2階建改築。
- 1941年（昭和16年）4月1日 - 国民学校令により、横浜市立青木国民学校と改称。
- 1946年（昭和21年）1月15日 - 戦災により、校舎が全焼した為、三ツ沢国民学校に統合。
- 1948年（昭和23年）
  - 8月10日 - 旧校地に校舎を新築して三ツ沢小学校分校として開校。
  - 11月15日 - 横浜市立青木小学校として三ツ沢小学校分校から独立開校。
- 1956年（昭和31年）9月 - 北側校舎　鉄筋3階建増改築。
- 1960年（昭和35年）10月 - 南側校舎1階6教室、2階2教室竣工。
- 1963年（昭和38年）9月 - 南側校舎1階2教室増築、講堂竣工。
- 1970年（昭和45年）2月24日 - プール新築。
- 1973年（昭和48年）3月24日 - 教育機器設置（個別学習機<シートフォン>25台設置）。
- 1979年（昭和54年）
  - 3月 - 木造校舎改築、西側校舎竣工（地下1階地上4階）。給食調理棟竣工。倉庫2棟、ポリ容器置場、石油保管庫、変電室竣工。
  - 8月 - 理科室完成。
- 1980年（昭和55年）
  - 8月30日 - 北校舎3教室改装、南・北校舎窓枠、外装改装。
  - 9月30日 - 講堂床塗装改修。
- 1981年（昭和56年）
  - 2月23日 - 校庭舗装改修、校地整備。
  - 8月27日 - 北側校舎教室照明設備、天井補修及び塗装。
- 1982年（昭和57年）8月27日 - 南校舎教室並びに廊下塗装改修・照明改修。
- 1983年（昭和58年）12月20日 - 学校警備（機械化）工事。
- 1984年（昭和59年）
  - 3月15日 - 校門改修。
  - 10月12日 - 校庭、国旗掲揚塔完成。
- 1985年（昭和60年）
  - 2月28日 - 北・南校舎教室床及びトイレ改修。
  - 10月30日 - 北校舎窓手摺取付け工事。
  - 12月10日 - 視聴覚室改修。
- 1986年（昭和61年）7月28日 - 音楽室・職員室床修理。
- 1989年（平成元年）3月14日 - 第2理科室、第2音楽室の改築。
- 1990年（平成2年）3月26日 - 校庭遊具、人工芝改修工事。
- 1991年（平成3年）3月31日 - 放送室、事務室改修。
- 1992年（平成4年）
  - 5月30日 - 水泳プール塗装。
  - 8月31日 - ホール・トップライト・南門改修工事。
- 1993年（平成5年）8月31日 - 北校舎外壁補修工事、西校舎1階廊下天井改修屋上高架水槽取り替え工事。
- 1994年（平成6年）
  - 7月14日 - 職員室冷房化工事。
  - 8月31日 - 北校舎内装補修工事。
- 1995年（平成7年）7月 - 家庭科室の改修。飼育小屋設置。空気清浄機撤去（青木記念館を除く）。
- 1996年（平成8年）
  - 7月20日 - 西校舎2階から3階廊下・階段・教室塗装工事。
  - 11月16日 - 南棟（体育館・第2音楽室・図工室視聴覚室）解体着工。
- 1997年（平成9年）3月26日 - 西校舎耐震・改造工事着工。
- 1998年（平成10年）3月28日 - 西校舎改造・南校舎（体育館）建築完成。
- 1999年（平成11年）3月31日 - 校庭整備工事完了（特殊ウレタン樹脂加工）。
- 2000年（平成12年）3月 - 焼き窯庫設置工事。
- 2001年（平成13年）8月 - 屋上防水改修工事（給食室）。
- 2003年（平成15年）3月 - 西棟トイレ改修。
- 2004年（平成16年）10月25日 - 校内LANのため、ネットデイ実施。
- 2005年（平成17年）4月1日 - 給食調理業務民間委託。
- 2006年（平成18年）4月1日 - 学援隊、ACGの活動本格実施。
- 2007年（平成19年）4月1日 - 国際理解教室設置。
- 2009年（平成21年）2月14日 - PTCA発足。
- 2014年（平成26年）2月 - 給食室改修工事。

## 通学区域と進学先中学校
出典

### 通学区域
- 泉町
- 上反町
- 桐畑
- 栗田谷
- 沢渡
- 台町
- 高島台
- 反町
- 鶴屋町
- 松ケ丘（1番地 - 19番地、33番地、35番地、37番地 - 85番地）
- 松本町1丁目
- 松本町2丁目
- 松本町3丁目

### 進学先中学校
公立学校に進学する場合
- 横浜市立栗田谷中学校
  - 上反町、桐畑、栗田谷（1番 - 10番・14番1号 - 14番4号、15番11号 - 15番52号）、沢渡、台町、高島台、反町、鶴屋町、松本町1丁目、松本町2丁目
- 横浜市立松本中学校
  - 泉町、栗田谷（11番 - 13番・14番5号 - 15番10号・15番53号 - 15番67号・16番 - 48番）、松ケ丘（1番 - 19番、33番、35番、37番 - 85番）、松本町3丁目